# Laurens (town, New York)
Ne doit pas être confondu avec Laurens (village, New York).
Laurens est une ville du comté d'Otsego, dans l'État de New York, aux États-Unis,. En 2010, elle comptait une population de 2 424 habitants.

## Démographie
Lors du recensement de 2000, la ville comptait une population de 2 424 habitants, tandis qu'en 2016, elle est estimée à 2 311 habitants.